# ダウマー・ア・ブーメン
ダウマー・ア・ブーメン（デンマーク語：Dagmar af Bøhmen, 1186年ごろ - 1212年5月24日）またはマルケータ・プシェミスロヴナ（チェコ語：Markéta Přemyslovna）は、デンマーク王ヴァルデマー2世の最初の王妃。ボヘミア王オタカル1世とアーデルハイト・フォン・マイセンの間の娘マルケータとして生まれた。

## 若年期
マルケータの父オタカル1世は1192年にボヘミア公となったが、1193年に廃位された。そこでオタカル1世は家族とともにボヘミアを去った。妻アーデルハイトと子供たちは、アーデルハイトの兄マイセン辺境伯アルブレヒト1世の宮廷に移り住み、オタカル1世は神聖ローマ皇帝の臣下となった。1197年、オタカル1世は再びボヘミア公となった。1199年にオタカルは近親婚を理由にアーデルハイトと離婚し、同年のうちにハンガリー王女コンスタンツィエと結婚した。このことは、後にオタカルがボヘミア王位を得るための一助となった。
しかしアーデルハイトは自身の権利を放棄せず、1205年にアーデルハイトは一時的にプラハに戻った。その時、オタカルはアーデルハイトとの間の娘マルケータとヴァルデマー2世との結婚を決めた。同年に、オタカルの2度目の王妃コンスタンツィエは、後にボヘミア王となる息子ヴァーツラフを産んだ。アーデルハイトはボヘミアを去り、数年後死去した。

## デンマーク王妃
ヴァルデマー2世はマルケータと結婚する前、ハインリヒ獅子公の娘リヒェンツァと婚約していた。この縁談が不成立に終わった後、1205年にヴァルデマー2世はリューベックでマルケータと結婚し、マルケータはダウマーとよばれるようになった。『リュード修道院年代記』によると、1206年にダウマーは、ヴァルデマー2世の最も激しい敵の一人であったシュレースヴィヒ司教ヴァルデマーを釈放するようヴァルデマー2世に働きかけたという。シュレースヴィヒ司教ヴァルデマーは1193年から監禁されていた。
1209年、ダウマーはヴァルデマーを産んだ。ダウマーは1212年5月24日に次男を産む際に死去し、この時生まれた次男も死去した。ヴァルデマー2世は息子ヴァルデマーを1218年にシュレースヴィヒで共治王とした。しかし、ヴァルデマー若王は1231年に北ユトランドのレスネスで狩猟中に矢があたり死去した。
ダウマーについては知るところが少ない。ダウマーのイメージのほとんどが、後世の民謡や伝説から出来上がったものであり、理想的な敬虔な王妃として描かれている。それは穏やかで寛大、広く愛される王妃像であり、ダウマーの後にヴァルデマーと結婚した不人気な王妃ベレンガリアとは対照的である。古い民謡では、ダウマーが死の床で夫ヴァルデマーにベレンガリアとは結婚せずキアステンと結婚するよう頼んでいる。これは、将来ベレンガリアの息子らの間でデンマーク王位をめぐる争いが起こることをダウマーが予測していたということを表している。
ダウマーの死後、フランドルとの良好な関係を築くため、1214年にヴァルデマーはベレンガリアと結婚した。ダウマーはリングステズの聖ベント教会に埋葬され、後にヴァルデマーはその隣に、2番目の王妃ベレンガリアはダウマーと反対側の王の隣に葬られた。

## ダウマーの十字架

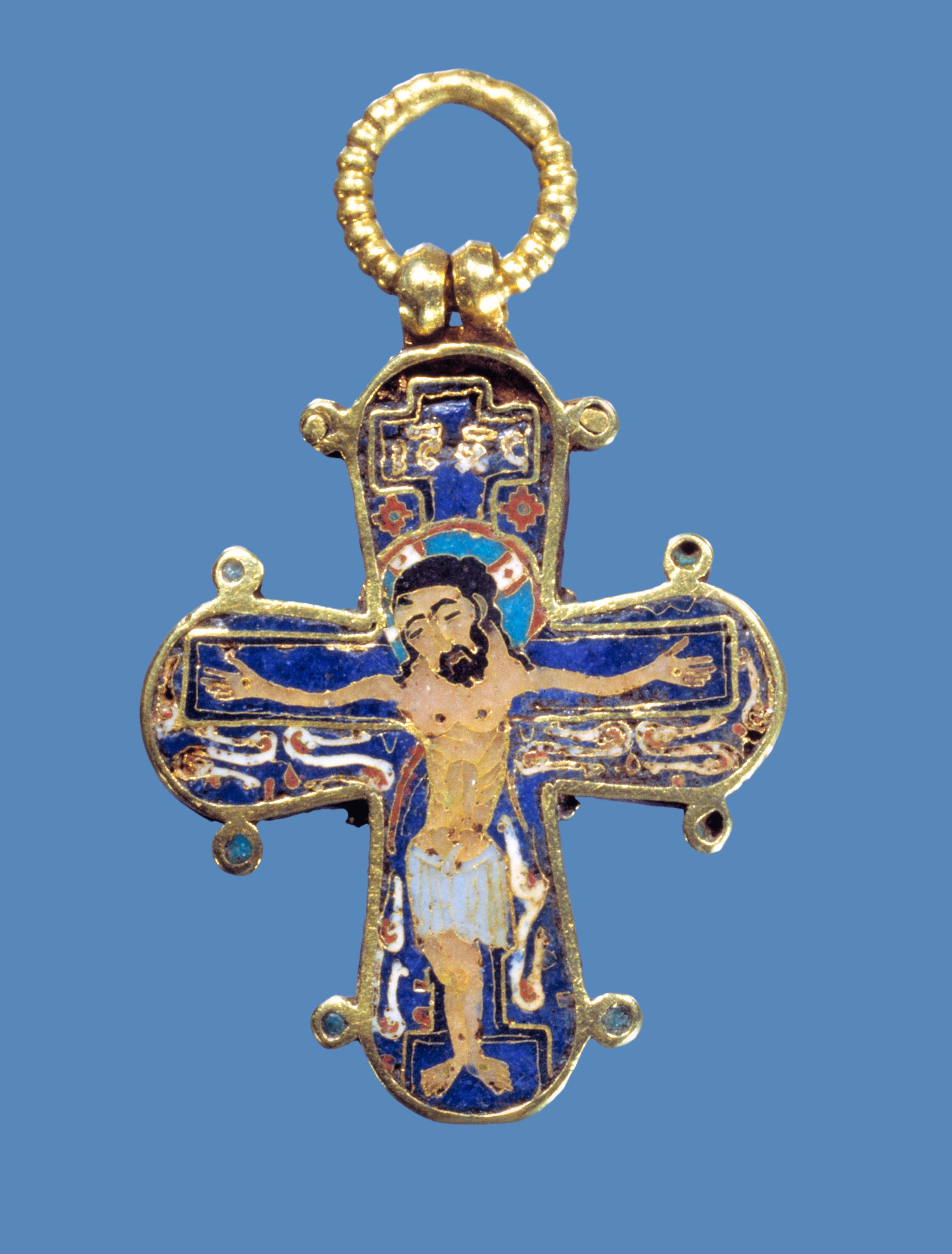
ダウマー・クロス（表面）

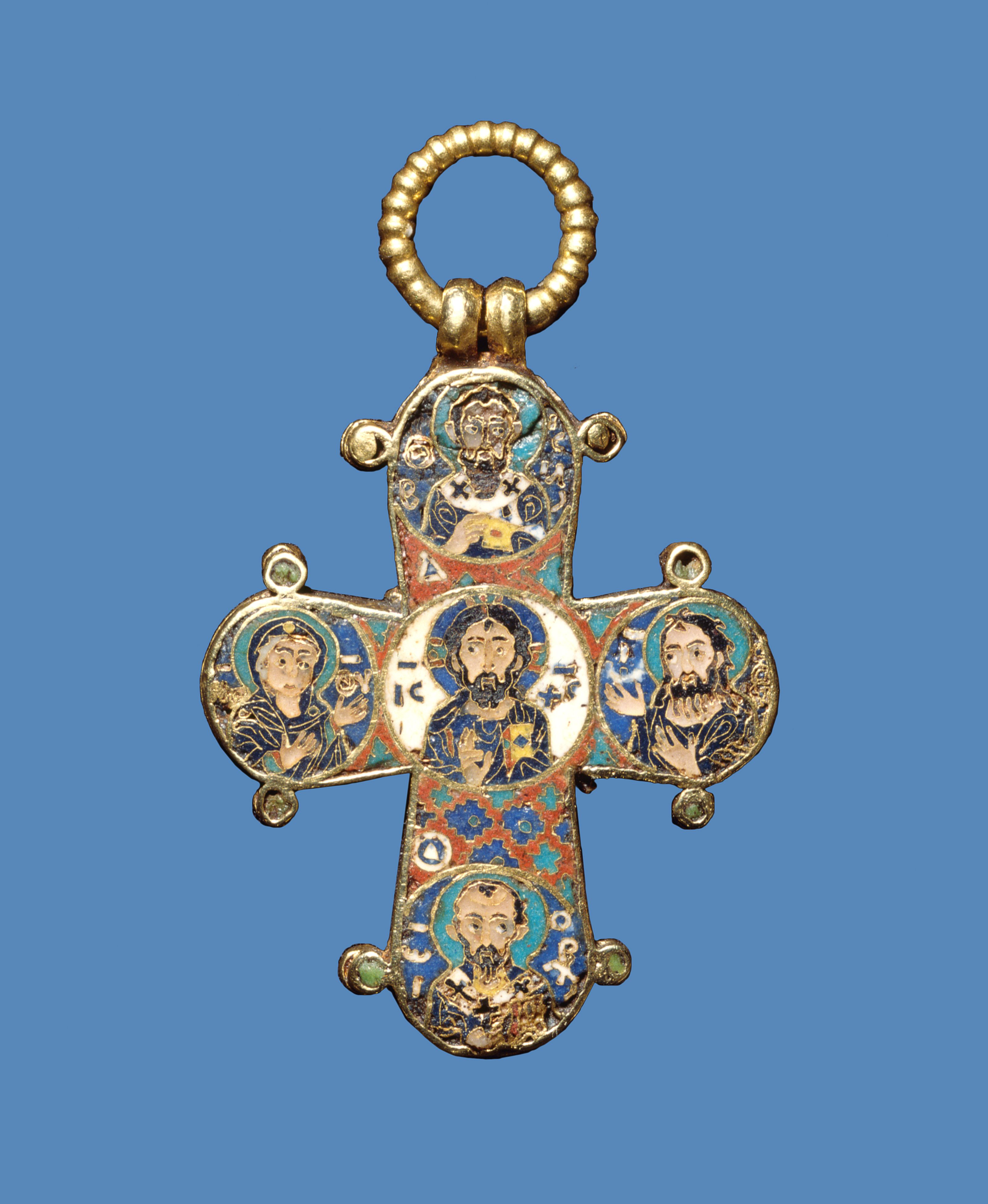
ダウマー・クロス（裏面）

1683年にダウマーの棺を開けた際に、現在ではダウマー・クロス（Dagmarkorset）として知られるペクトラルクロスがダウマーの胸の上で見つかった。1695年、この十字架はコペンハーゲン国立美術館に寄贈された。ビザンティン様式の細工が施されたこの宝物は金でできており、エナメル加工がなされ、片面にはキリストの十字架像が、もう片面にはキリストを中心としカイサリアのバシレイオス、金口ヨハネ、聖母マリアおよび使徒ヨハネの5人の肖像が描かれている。1863年、フレデリク7世はこの十字架のレプリカを、皇太子クリスチャン9世の娘アレクサンドラがイギリス皇太子エドワード（後のエドワード7世）と結婚する際に、アレクサンドラに贈った

。
現代ではこのダウマー・クロスはデンマークの女性がルター派の堅信式のときに身につけ、また洗礼の贈り物として子供たちにも贈られる。ルター派のスウェーデン国教会においては現在、この十字架は新任の司教が就任時にウプサラ大司教から司教帽や司教杖とともに贈られることになっている。

## ギャラリー

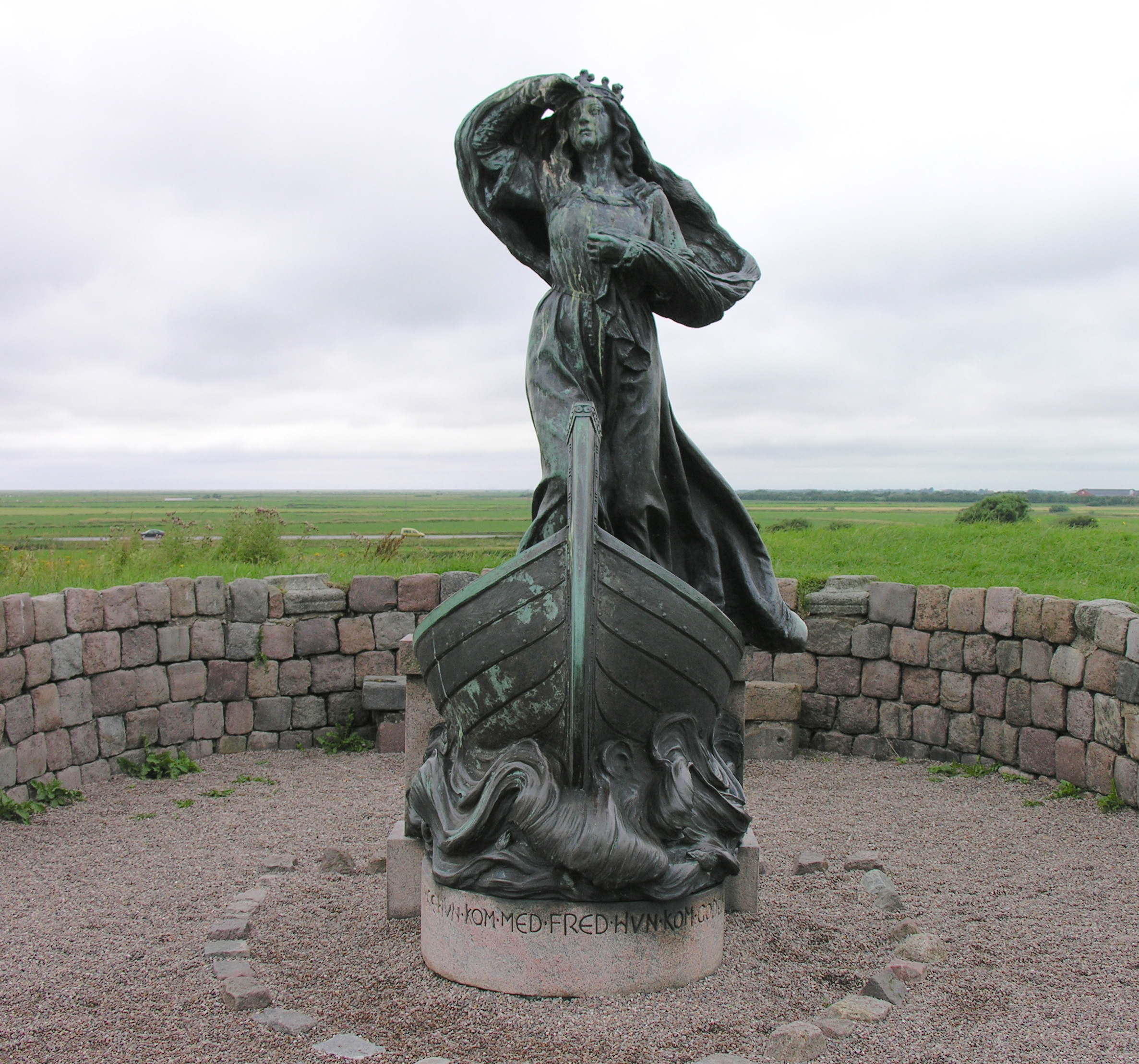
アネ・マリーイ・カール＝ニールセンによる王妃ダウマーの像（リーベフース城跡）
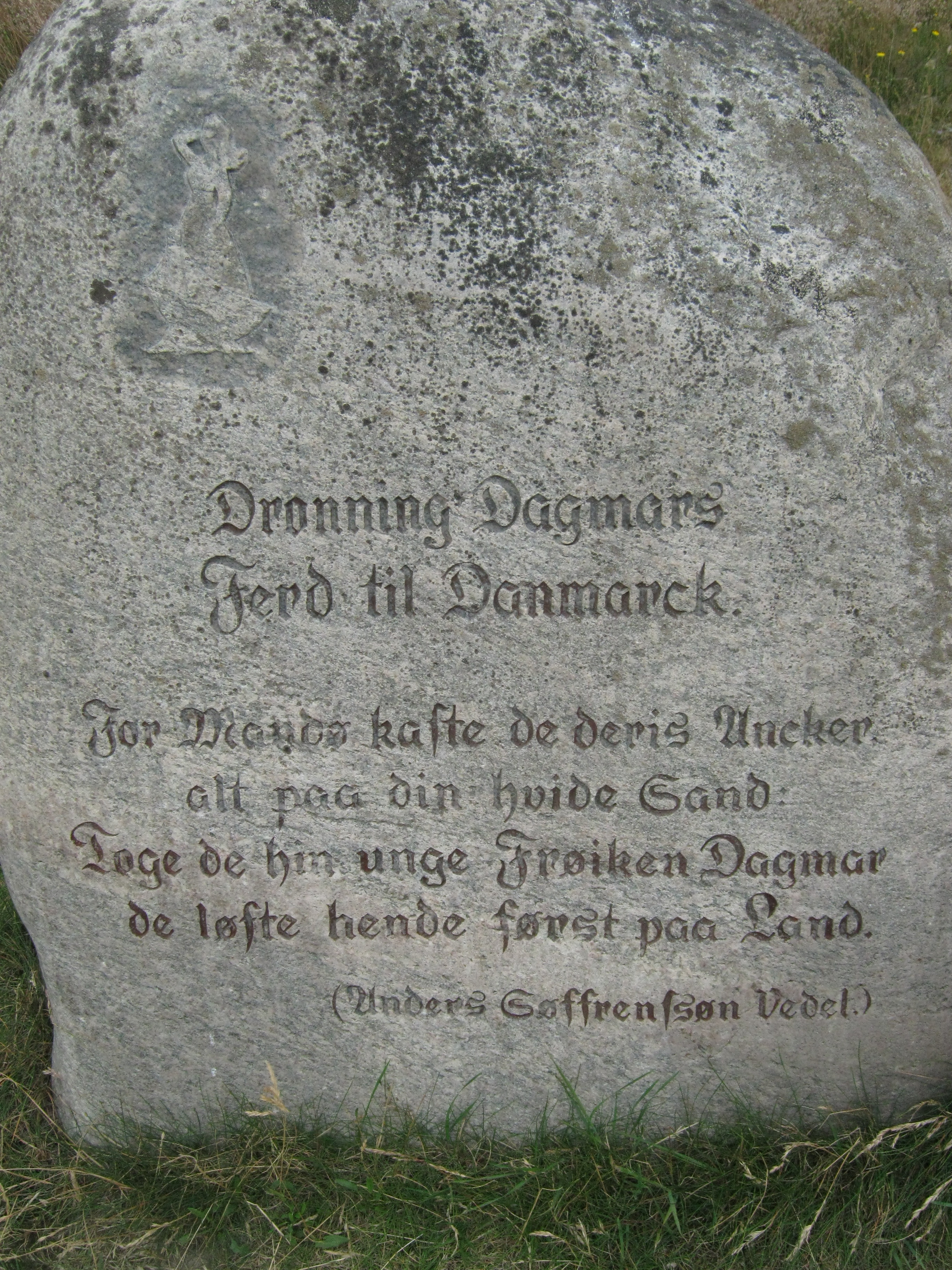
王妃ダウマーの記念碑（ユトランド、マンデ島）
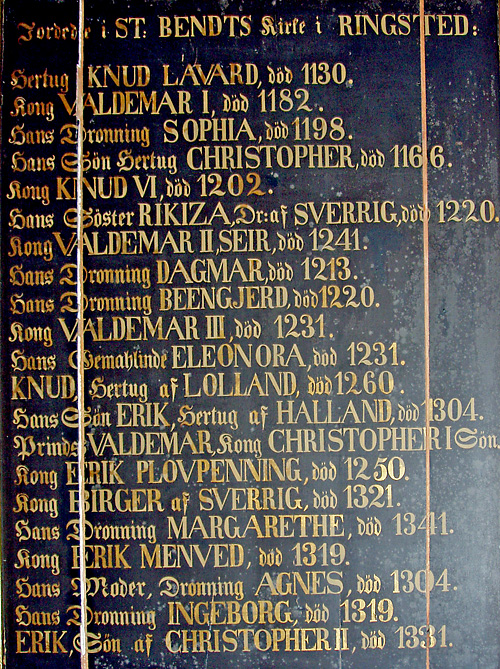
Royal 聖ベント教会の王室墓所（リングステズ）
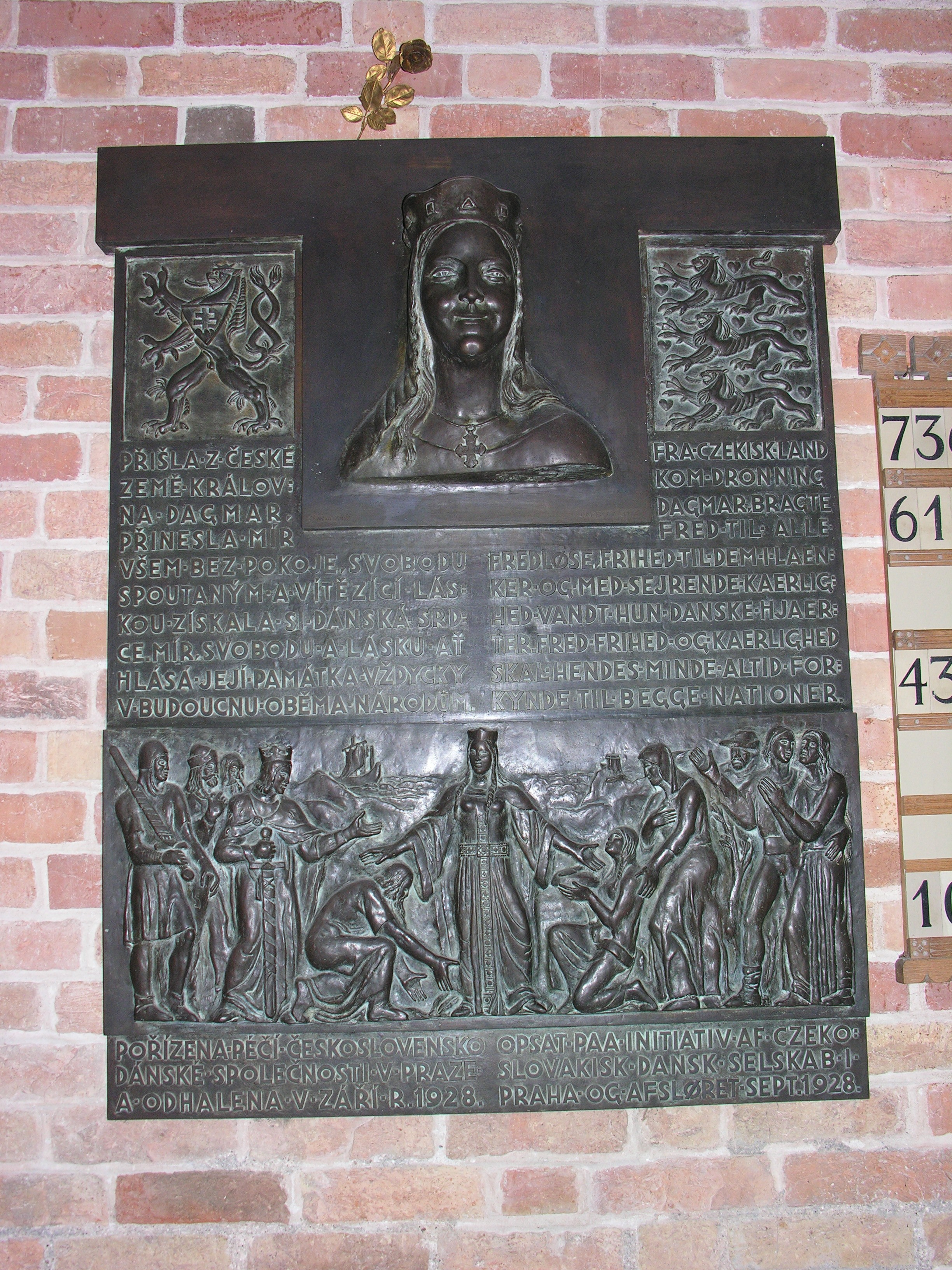
王妃ダウマーの記念銘板（リングステズ)
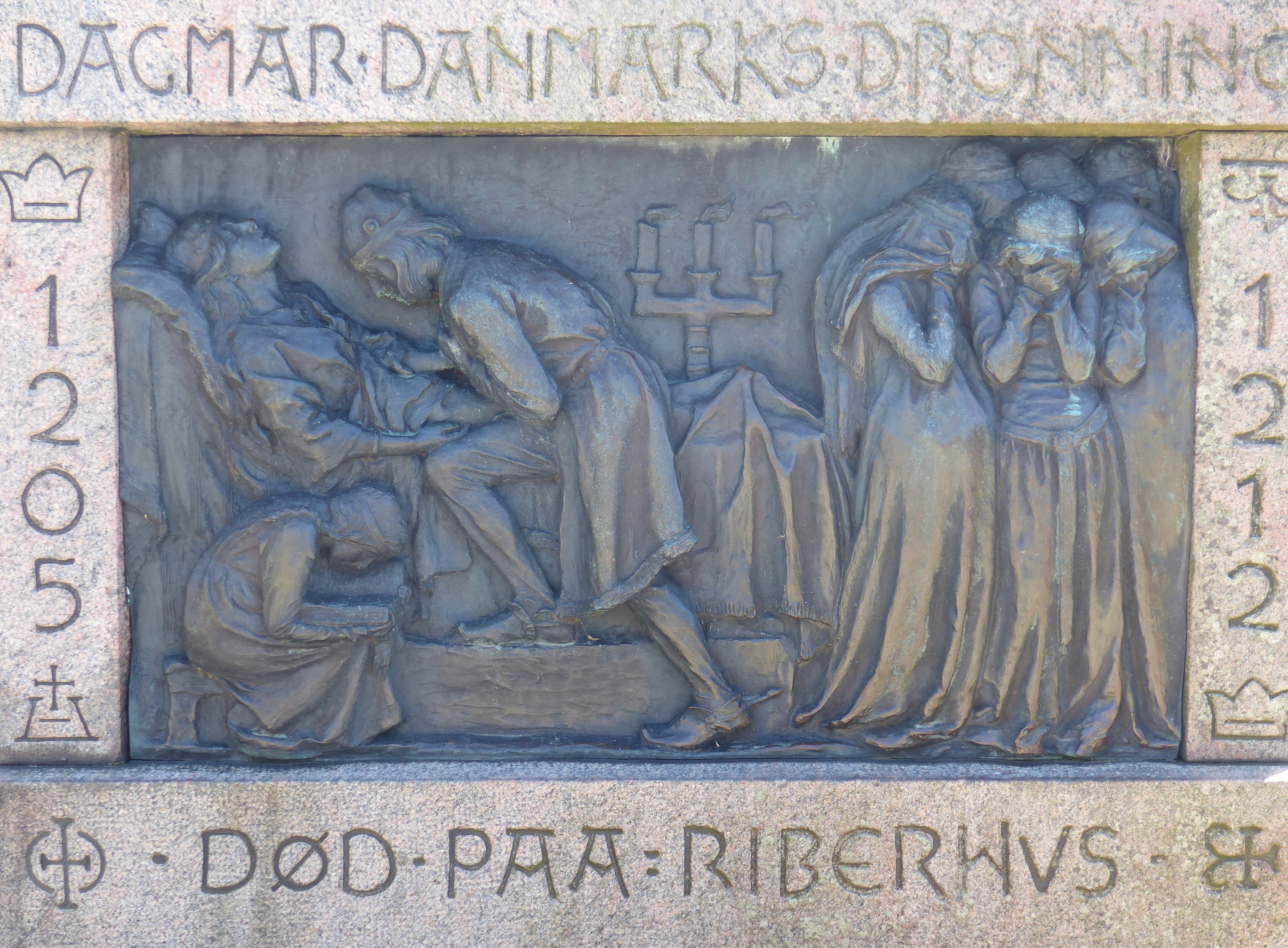
アネ・マリーイ・カール＝ニールセンによる、古いデンマーク民謡をもとに製作されたレリーフ（リーベフース城跡）